# Stöttingfjället

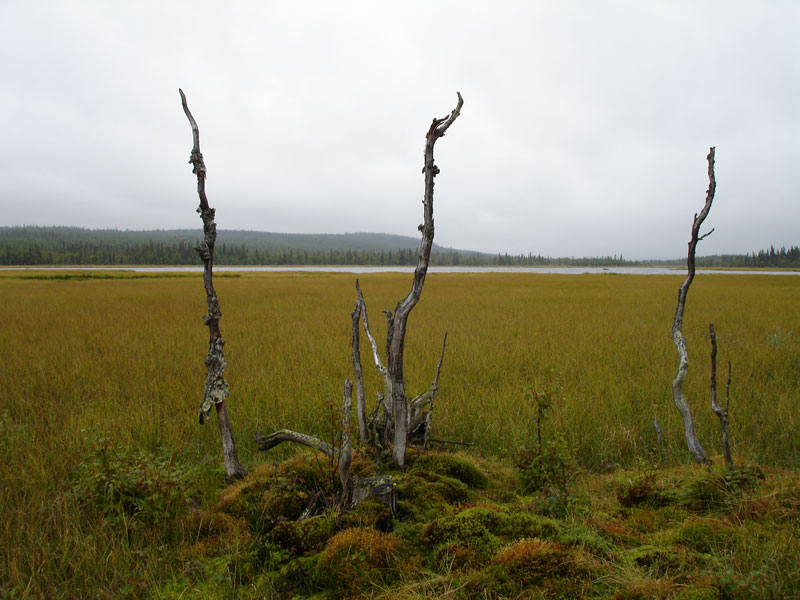
Kroksjön nära byn Kroksjö på Stöttingfjället i Lycksele kommun.

Stöttingfjället är ett höglänt område i Lappland, vattendelare mellan Umeälven och Öreälven på den norra sidan, Ångermanälven och Lögdeälven på den södra. Även Gideälven rinner upp på Stöttingfjället. Storumans och Lycksele kommuner möter på höjdryggen Vilhelmina och Åsele kommuner. Därmed skiljer Stöttingfjället även Lycksele lappmark från Åsele lappmark. En del av området är skyddat i Stöttingfjällets naturreservat. 

## Geografi
Stöttingfjället är inget klart definierat område. Det sägs ibland börja vid Gardfjället, ibland vid Fianberg (strax öster om inlandsvägen). Därifrån fortsätter höjdsträckningen mot sydost. Den nedre änden anses ibland ligga vid Mårdsjöberg, ibland vid Börtingberget vid Lillögda. Det förekommer också att Balberget i Bjurholms kommun betraktas som Stöttingfjällets yttersta utlöpare.
Området är huvudsakligen skogbevuxet och ligger till största delen mellan 400 och 700 meter över havet. Den högsta toppen är Alsberget med 716 m. Berggrunden består huvudsakligen av revsundsgranit, men gabbro och diorit förekommer i stråk. Skogarna domineras av gran med inslag av glasbjörk och är förhållandevis lite påverkade av skogsbruk. Stora arealer täcks av myrar. 
Stora delar av Stöttingfjället (32 728 hektar) är klassade som riksintresse för naturvård. Ungefär hälften av detta område ingår sedan 2015 i Stöttingfjällets naturreservat.
Sydöstra delen av Stöttingfjället utgör ett isolerat parti av subkambriska peneplanet som på grund av tektonisk upphöjning har hamnat på höjd.

## Historia
På Jonas Geddas karta över Ume lappmark från 1671 finns två lappskatteland med namnet Stöttingsland vid gränsen till Ångermanna lappmark. Då beboddes området endast av samer. Enligt beskrivningen till kartan kallades landen på samiska för Wuaddi, vilket översattes med "ett jämnt och slätt land". Detta namn levde kvar på 1800-talet, när Jonas Nensén upptecknade Vaddeje som beteckning för Stöttingfjället.
Under perioden 1750–1800 koloniserades Stöttingfjället. Byarna placerades vanligen på lidernas sydsidor, där klimatet är som gynnsammast. Säd har här odlats upp till ca 600 m över havet. Olika typer av bevattningsanläggningar fick mycket stor betydelse för att öka de naturliga slåttermarkernas avkastning. 
Delar av Stöttingfjället är klassat som riksintresse för kulturmiljövård. I riksintresset "Stöttingfjällets byar" inom Lycksele kommun ingår slåttermyrar med spår av övervattningssystem, kanaler och vattenledningar som tillkommit för att förbättra höskörden, samt delar av byarna Fäboliden, Bjurträsk-Söderby och Vägsele. Även byn Risträsk i Vilhelmina kommun är riksintresse.
På 1940-talet bodde det cirka tretusen personer på fjället. År 2015 finns det cirka 400 personer som bor i området. Ett tiotal skolor och lika många affärer fanns det tidigare i området. Latikbergs byaskola i Vilhelmina kommun var den sista skolan som fanns kvar. När läsåret 2016 var slut lades även den skolan ner. Ingen affär finns längre kvar på Stöttingfjället.

## I litteratur
Elisabeth Rynells roman Hohaj utspelar sig på Stöttingfjället.